# Кулешов, Пётр Иванович
Пётр Ива́нович Кулешо́в (14 июня 1912, Калуга — 4 июля 1995, Челябинск) — советский и российский актёр, театральный режиссёр. Народный артист РСФСР (1978).

## Биография
Родился в Калуге. В 1931 году, окончив театральную студию при Калужском драматическом театре, начал работать в театрах Калуги, Смоленска, Архангельска, Новосибирска, Сталинграда, а с 1938 года — в Челябинске.
С началом Великой Отечественной войны Кулешов оставил театр и поступил в Киевское военно-медицинское училище в Свердловске, по окончании которого в 1942 году стал военфельдшером. Затем получил назначение руководителем армейского ансамбля песни и пляски, режиссёром фронтового ансамбля 3-го Прибалтийского фронта.
После войны возвратился в Челябинский театр драмы. Артистический талант, профессионализм, трудолюбие быстро выдвинули Кулешова в число ведущих артистов. Он был одним из самых репертуарных артистов театра, сыграл более 300 ролей. Кулешов предпочитал роли, в которых есть острота, эксцентрика. Актёр также выступал в воинских частях и заводских цехах, на промышленных предприятиях и в сёлах, в школах и студенческих общежитиях. 
На челябинской сцене Кулешовым поставлено 16 спектаклей[какие?], какое-то время[какое?] он был главным режиссёром.
Кулешов был преподавателем актёрского мастерства[где?], оказывал помощь художественной самодеятельности, был председателем правления Челябинского отделения ВТО, депутатом городского Совета.
Скончался 4 июля 1995 года в Челябинске. Похоронен на Успенском кладбище Челябинска.

## Театральные роли
- 1956 — «Клоп» В. Маяковского, режиссёр Е. Г. Маркова — Иван Присыпкин (Пьер Скрипкин)
- 1957 — «Достигаев и другие» М. Горького — Достигаев
- 1965 — «Перебежчик» Братьев Тур
- 1971 — «Село Степанчиково и его обитатели» Ф. Достоевского — Фома Опискин
- 1974 — «Иосиф Швейк против Франца Иосифа» по Я. Гашеку — фельдкурат Отто Кац
- 1977 — «Баня» В. Маяковского
- 1977 — «Беседы при ясной луне» по рассказам В. Шукшина
- 1978 — «Отчество мы не меняем» К. Скворцова
- 1979 — «Деньги для Марии» по повести В. Распутина
- 1981 — «Фальшивая монета» М. Горького — Кемской
- 1984 — «Чайка» А. Чехова — Сорин
- «Власть тьмы» Л. Толстого — Аким
- «Лес» А. Островского — Счастливцев
- «Мещанин во дворянстве» Мольера — Журден
- «Мёртвые души» Н. Гоголя — Чичиков
- «Собака на сене» Л. де Веги — Тристан

## Избранная фильмография
- 1979 — Гонка с преследованием — эпизод
- 1990 — Сестрички Либерти — дед

## Награды и звания
- медаль «За боевые заслуги» (5 сентября 1943)[3];
- медаль «За отвагу» (31 декабря 1944)[4];
- медаль «За победу над Германией в Великой Отечественной войне 1941-1945 гг.» (9 мая 1945)[5];
- заслуженный артист РСФСР (11 апреля 1957);
- народный артист РСФСР (30 июня 1978)[6];
- Почётный гражданин Челябинска (19 сентября 1978)[7];
- орден Отечественной войны 1 степени[8];
- орден Трудового Красного Знамени[7];
- медали СССР.

## Память
- На фасаде дома, где жил Кулешов (проспект Ленина, 43), в 1999 году установлена мемориальная доска с барельефным изображением актёра[9].
- В фойе Челябинского театра драмы в 2012 году открылась выставка, посвящённая 100-летию со дня рождения актёра[10][11].